# Північна Кароліна (футбольний клуб)
«Північна Кароліна» (англ. North Carolina FC) — професіональний футбольний клуб, що грає у Північноамериканській футбольній лізі — футбольному дивізіоні 2-го рівня США і Канади. До грудня 2016 року мав назву «Кароліна РейлГокс» англ. Carolina RailHawks. До створення NASL, клуб з 2007 по 2009 роки виступав у Першому дивізіоні USL. Був переможцем першого регулярного чемпіонату NASL 2011 року.
Домашні матчі проводить на «ВейкМед Соккер Парк», який розташований у місті Кері (США). Фактично франшиза представляє у лізі регіон, відомий як Трикутник (міста Ролі і Дарем з передмістями).